# Y2K (pel·lícula)
Y2K és una pel·lícula de comèdia dirigida per Kyle Mooney, escrita per Evan Winter i protagonitzada per Jaeden Martell, Julian Dennison i Rachel Zegler.
A principis de març de 2023 es va anunciar que Kyle Mooney dirigiria la pel·lícula per a A24. Jaeden Martell, Julian Dennison, Rachel Zegler, Lachlan Watson, Mason Gooding, The Kid Laroi, Eduardo Franco, Miles Robbins, Fred Hechinger, Alicia Silverstone, Tim Heidecker i Daniel Zolghadri es van unir al repartiment. A més, Weta Workshop estava programat per treballar en els efectes de la pel·lícula. L'abril de 2023, Sebastian Chacon i Lauren Balone es van unir al repartiment.
Va tenir la seua estrena mundial a South by Southwest el 9 de març de 2024.